# Kloster Apolo
Das Kloster Apolo (lat.: Abbatia B. M. V. de Nazareth; span.: Monasterio de Nuestra Señora de Nazareth) ist eine Zisterzienserinnen-Abtei in Apolo in Bolivien, Bistum Coroico.
Im missionarischen Auftrag wurden 1929 (auf Initiative der Äbte Alois Wiesinger, Gabriel Fazeny und Justinus Wöhrer) aus verschiedenen bayerischen Zisterzienserinnenklöstern, darunter das Kloster Thyrnau und das Kloster Waldsassen, Schwestern entsandt zur Gründung eines Klosters in Bolivien. Unter den Schwestern befand sich auch die erste Äbtissin von Waldsassen, Schwester Richmunda Herrnreither. Das Projekt wurde später durch das Colegio Ave Maria erweitert.
Im Kloster gibt es eine Herberge und es werden landwirtschaftliche Produkte, wie z. B. Wein,  hergestellt und verkauft.